# Ashmeadiella crassa
Ashmeadiella crassa is een vliesvleugelig insect uit de familie Megachilidae. De wetenschappelijke naam van de soort is voor het eerst geldig gepubliceerd in 1924 door Cockerell.